# Gösseck
Gösseck är en bergstopp i Österrike.   Den ligger i distriktet Leoben och förbundslandet Steiermark, i den östra delen av landet, 140 km sydväst om huvudstaden Wien. Toppen på Gösseck är 2 214 meter över havet, eller 836 meter över den omgivande terrängen. Bredden vid basen är 6,4 km.
Terrängen runt Gösseck är kuperad åt sydväst, men åt nordost är den bergig. Närmaste större samhälle är Leoben, 17,6 km sydost om Gösseck. 
I omgivningarna runt Gösseck växer i huvudsak blandskog. Runt Gösseck är det ganska tätbefolkat, med 60 invånare per kvadratkilometer.